# Шахта «Зоря»
ДП "Шахта «Зоря»" (на стадії реорганізації). Входить до ВО «Сніжнеантрацит». Розташована у смт. Сєверне, Сніжнянська міськрада Донецької області. Разом із шахтою Північною є основним підприємством у селищі.
Фактичний видобуток 3880/1718 т/добу (1990/1999).
Максимальна глибина 990 м (1990—1999). Протяжність підземних виробок 16,4/14,1 км (1990/1999). У 1990—1999 розробляла пласти h8, h7, h6 потужністю 0,7-1,2 м, кути падіння 3-16о.
Кількість очисних вибоїв 5/3, підготовчих 8/3 (1990/1999).
Кількість працюючих: 2754/2419 осіб, в тому числі підземних 1896/1668 осіб (1990/1999).
Адреса: 86583, смт. Сєверне, м.Сніжне, Донецької обл.

## Цікаві факти
- У березні 2020 року танцювальний колектив шахти відзняв відео, присвячене пандемії коронавірусної хвороби.[1]